# Ptolomeo II
Ptolomeo II Filadelfo, «el que ama a su hermana» (en griego antiguo: Πτολεμαῖος Φιλάδελφος) (308-246 a. C.), fue el segundo faraón de la dinastía ptolemaica; gobernó en Egipto de 285 a 246 a. C.

## Biografía
Nació en la isla de Cos, en el Egeo, en 308 a. C., hijo de Ptolomeo I Sóter y de su tercera esposa Berenice. En 285 a. C. su padre le asoció al trono, y a su muerte (283 a. C.) comenzó a reinar en solitario. 
Ptolomeo fue un rey melancólico, poco diestro en la guerra (al contrario que su padre) pero muy hábil diplomático, amante e impulsor de las ciencias y las artes; coleccionó manuscritos, pinturas y animales exóticos. Fue el miembro más rico y poderoso de su dinastía. Le sucedió en el trono su hijo Ptolomeo III Evergetes.

### Familia
Ptolomeo II tuvo dos esposas:
- Arsínoe I, con la cual tuvo un hijo que heredaría el trono con el nombre de Ptolomeo III Evergetes (Benefactor). Además, tuvieron una hija Berenice Sira, la que dio en matrimonio a Antíoco II Teos.
- Arsínoe II, su hermana, siguiendo así la tradición egipcia de casarse los hermanos para reinar juntos. Arsinoe II ya se había casado dos veces, la primera con Lisímaco de Tracia (general de Alejandro Magno) del que enviudó; la segunda con Ptolomeo Cerauno, medio hermano paterno suyo, hijo de Ptolomeo I y su primera mujer, Eurídice.

Repudió a su primera esposa, Arsínoe I, y se casó con su hermana, a la que adjuntó al trono con el nombre de Arsínoe II. Este hecho, desconocido en el mundo helénico pero habitual entre los faraones egipcios, fue imitado por la mayoría de los posteriores miembros de la dinastía. El primero de ésta a quien se rindió culto como divinidad en vida fue precisamente Ptolomeo II, que lo hizo junto a su hermana-esposa, recibiendo ambos el apelativo de «dioses filadelfos» («dioses hermanos que se aman mutuamente»).

### Política exterior
Ptolomeo II pertenece a la generación de reyes llamados epígonos, que sucede a la de los diádocos (los primeros herederos políticos de las conquistas de Alejandro Magno). Es uno de los tres más importantes de ellos, los cuales consolidaron sus respectivas dinastías, a la postre las más longevas y menos inestables del periodo helenístico. El seléucida Antíoco I Sóter y Antígono II Gónatas de Macedonia fueron los otros dos monarcas coetáneos con los que Ptolomeo tuvo que contar para su política exterior, en la que, si bien también hubo fuertes enfrentamientos, los cambios geopolíticos no serán tan radicales como los habidos durante el reinado de sus predecesores. En líneas generales se puede decir que el balance final de la política exterior de Ptolomeo II fue positivo, pues supo contrarrestar con habilidad diplomática los efectos de sus derrotas militares. Básicamente fueron tres los conflictos que afrontó:
- Primera Guerra Siria (274-271 a. C.). Aprovechando una sublevación en la ciudad de Seleucia (junto al río Orontes), Ptolomeo intervino en Siria apoyando a los rebeldes. Antíoco reaccionó atacando al egipcio mediante una alianza con Magas de Cirene, pero este fue derrotado. Cuando se firmó la paz, Ptolomeo había aumentado sus posesiones con la obtención del sur de Siria y de Fenicia hasta Sidón.

- Guerra de Cremónides (267-261 a. C.). Esparta y Atenas se rebelaron contra la dominación macedonia y Ptolomeo, respaldándolas, se opuso a Antígono Gónatas. Pero cuando estuvo listo para ejecutar una acción militar directa, ya fue demasiado tarde, pues Atenas había caído.

- Segunda Guerra Siria (260-253 a. C.). Antígono Gónatas y Antíoco II Theos (sucesor de Antíoco I Sóter) se aliaron y atacaron a Ptolomeo II quien, por su parte, intentó atraer a su bando a Eumenes I de Pérgamo. La guerra concluyó con la derrota de la flota egipcia en Cos, en la que el faraón perdió el predominio naval en el Egeo. Posteriormente (252) Antíoco II llegó a un pacto con Ptolomeo, por el cual el primero contrajo matrimonio (previo repudio de su esposa Laódice I) con la hija del segundo, Berenice Sira. Antíoco obtenía así, por medio de su nueva cónyuge, la posesión de Siria meridional, pero a cambio serían los hijos de ella, y no los de Laódice, quienes debían heredar a su muerte el trono seléucida.

### Política interior
En Egipto Ptolomeo II fundó nuevas e importantes ciudades que se repoblaron con grupos de griegos. Entre ellas, una serie de portuarias a lo largo de la costa del mar Rojo, para facilitar el comercio con India y Arabia.

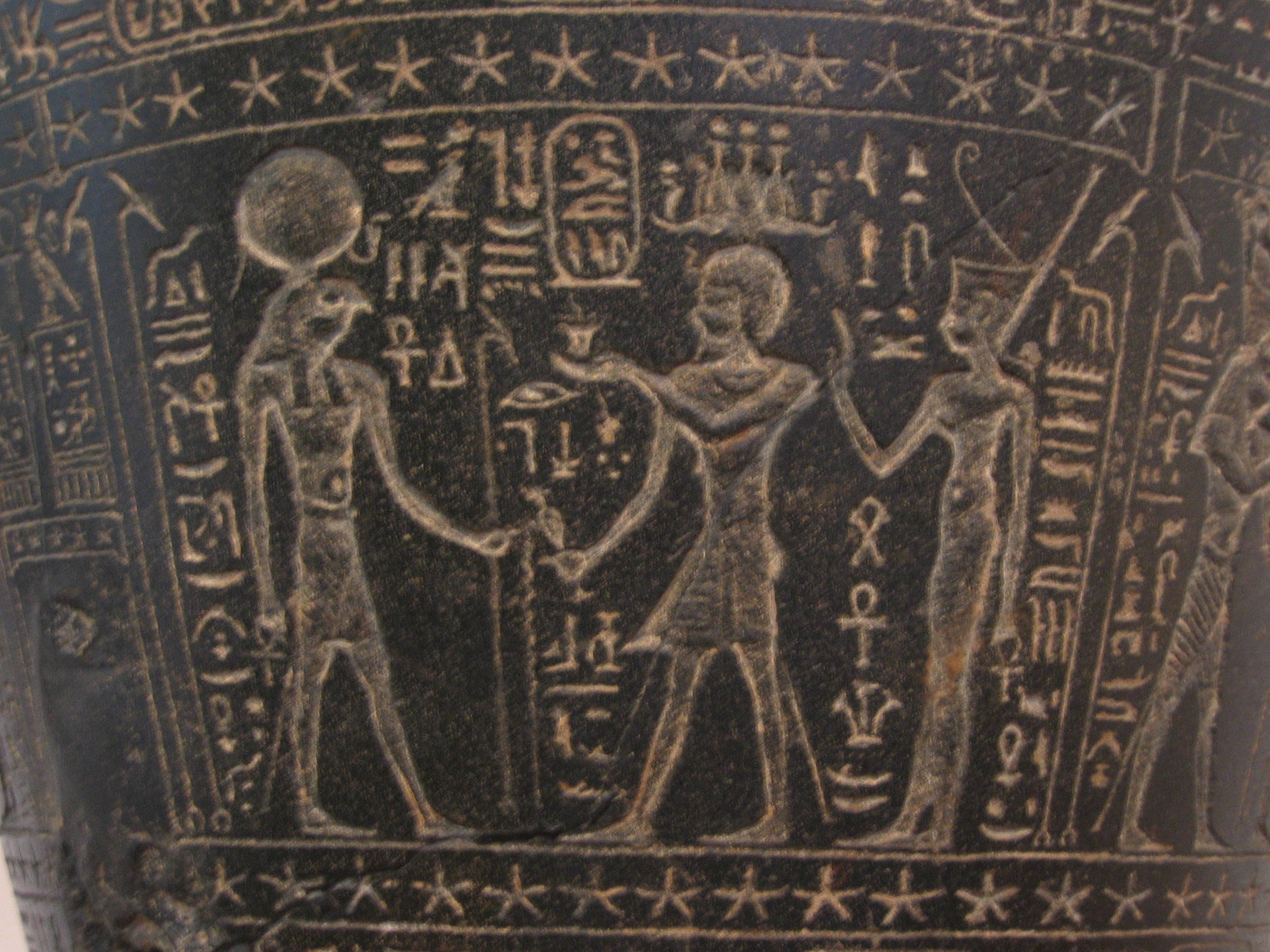
Clepsidra de la época de Ptolomeo II, hallada en el Iseo Campense (Roma).

Intensificó la tradicional organización egipcia del trabajo (y en especial la agricultura) con el fin de maximizar la producción. La introducción de esta nueva economía planificada ya fue iniciada por su padre, pero de estos años se conservan una gran cantidad de fuentes escritas que nos muestran de primera mano la naturaleza de la vida social, económica y burocrática del periodo. El monarca también instauró un nuevo sistema monetario.
La economía de Egipto se sustentaba en dos pilares: el campo, donde Ptolomeo II intentó perfeccionar al máximo la explotación fiscal, para la producción; la ciudad de Alejandría, para el comercio. Los campesinos egipcios proporcionaban mano de obra barata, por lo que no hubo necesidad de implantar un sistema de base esclavista como el que había en otros Estados de la época. Sólo los extranjeros podían ser esclavos. Además, Ptolomeo II impulsó programas de irrigación, sobre todo en la región del oasis de El Fayum. Alejandría, con su importante puerto mediterráneo, era el principal núcleo comercial egipcio, y de allá partían las exportaciones mediante las que el rey obtenía cuantiosos ingresos.
Ptolomeo también mostró interés por la religión de sus súbditos, tanto griegos como egipcios. Visitó santuarios tradicionales egipcios y destinó muchos gastos a erigir nuevos templos. Además, en una sociedad en la que los ámbitos político y religioso estaban estrechamente relacionados, para fortalecer su poder introdujo, por vez primera en el Egipto helenístico, el culto religioso al rey en vida, así como a sus antepasados, y en su caso también a su hermana y esposa Arsínoe II (se hicieron llamar theoi adelphoi, «dioses hermanos»).
Parece ser que fue Ptolomeo Filadelfo quien mandó transportar el cuerpo de Alejandro Magno, que estaba enterrado en Menfis, hasta Alejandría, cuya tumba fue llamada «sema» o «soma».
Una de las mayores reputaciones de Ptolomeo II fue la de haber sido un gran patrón de las artes y las ciencias, al convertir Alejandría en uno de los principales núcleos culturales y de investigación del mundo antiguo. A ella acudieron grandes sabios de su tiempo procedentes de todo el mundo helénico como Euclides, Teócrito, Calímaco y Manetón. El rey mejoró y aumentó la Biblioteca de Alejandría y el famoso Museo, financiado para realizar investigaciones.
El monarca amparó también la religión y costumbres de la comunidad judía, que tras establecerse en Alejandría durante el reinado de su antecesor, se acomodó rápidamente a la vida de la ciudad, hasta el punto de adoptar el griego como lengua propia. Por ello, Ptolomeo II mandó traducir del hebreo al griego las Sagradas Escrituras a 72 sabios que dominaban ambas lenguas, asesorados por estudiosos llegados de Judea. Esta versión se conoce como Septuaginta, Versión de los Setenta, o Versión Alejandrina, y en ella se basarían posteriormente las antiguas traducciones de la Biblia a otros idiomas (latín, copto, armenio, georgiano, etc.).

## Testimonios de su época

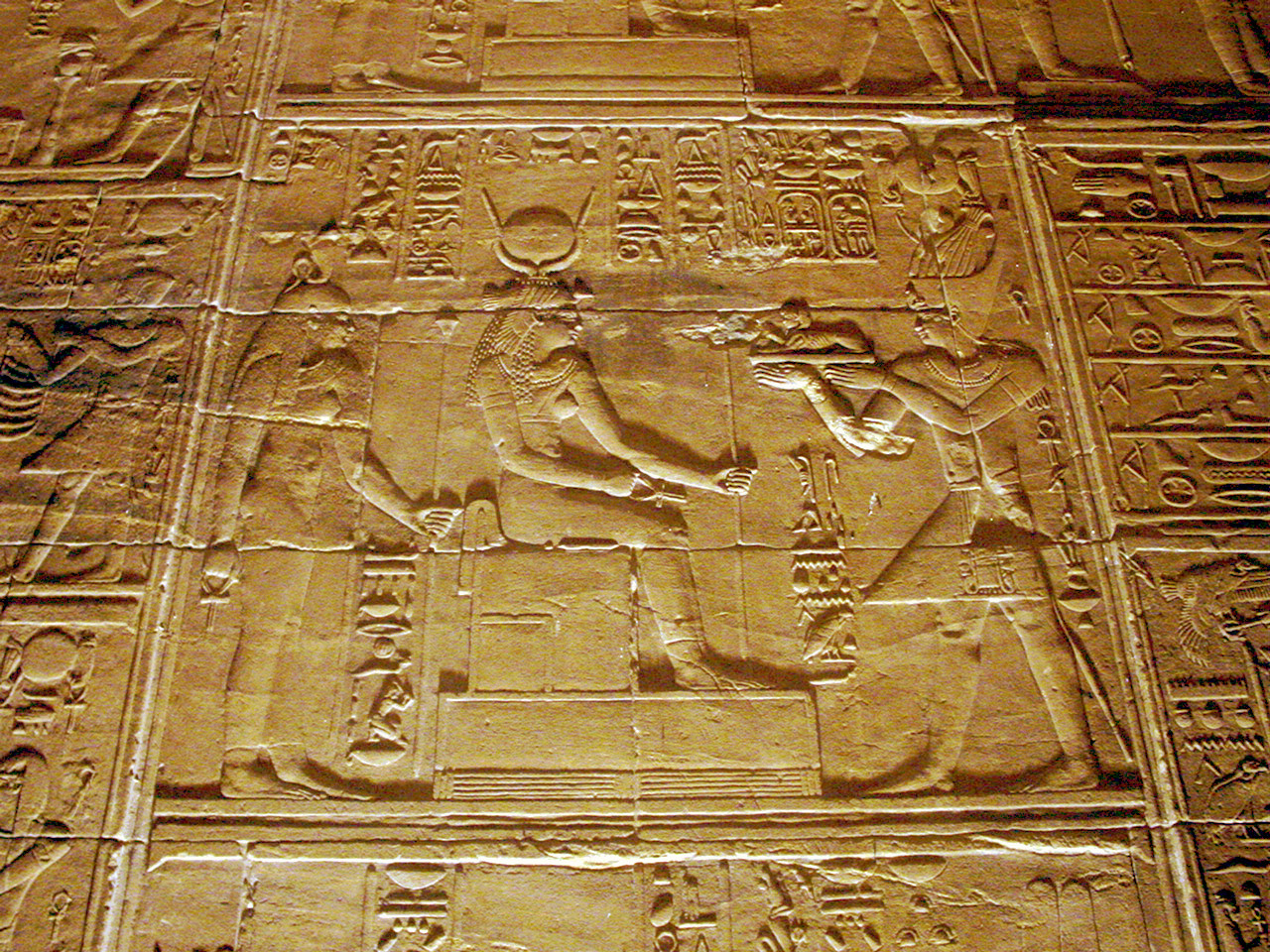
Bajorrelieve en el templo de File, mostrando a Ptolomeo II oferente ante Isis.

En su época se construyó el gran faro en la isla de Faros.
- Templo en Pitom.[1]
- Capilla pequeña para Arsínoe II.[1]
- Trabajos en Sebennitos.[1]
- Nuevo pilono en el «gran Temenos» en Naucratis.[1]
- Templo de Sobek en Shedyet (Arsínoe/Medinet el-Fayyum).[2]
- Fundación de la ciudad de Teadelfia con un santuario para Pneforos.[3]
- Templo para Sobanobkonneus en Baccias.[3]
- Ampliación de la capilla de Renenutet en Medinet Madi.[3]
- Templo nuevo principal en Coptos.[4]

## Titulatura
- Nombre de Horus: Hunuqeni
- Nombre de Nebty: Uerpehty
- Nombre de Hor-Nub: Sejaensuitef

| Titulatura | Jeroglífico | Transliteración (transcripción) - traducción - (referencias) |

| C2 · C12 · N36 | F12 | D28 · Z1 |

| C2 · C12 · N36 | F12 | D28 · Z1 |

| C2 · C12 · N36 | F12 | D28 · Z1 |

| C2 · C12 · N36 | F12 | D28 · Z1 |

| C2 · C12 · N36 | F12 | D28 · Z1 |

| C2 · C12 · N36 | F12 | D28 · Z1 |

| C2 · C12 · N36 | F12 | D28 · Z1 |

| C2 · C12 · N36 | F12 | D28 · Z1 |

| C2 · C12 · N36 | F12 | D28 · Z1 |

| C2 · C12 · N36 | F12 | D28 · Z1 |

| C2 · C12 · N36 | F12 | D28 · Z1 |

| C2 · C12 · N36 | F12 | D28 · Z1 |

| C2 · C12 · N36 | F12 | D28 · Z1 |

| C2 · C12 · N36 | F12 | D28 · Z1 |

| C2 · C12 · N36 | F12 | D28 · Z1 |

| C2 · C12 · N36 | F12 | D28 · Z1 |

| Q3 · X1 · E23 | Z7 · Aa15 | M17 | M17 | S29 |

| Q3 · X1 · E23 | Z7 · Aa15 | M17 | M17 | S29 |

| Q3 · X1 · E23 | Z7 · Aa15 | M17 | M17 | S29 |

| Q3 · X1 · E23 | Z7 · Aa15 | M17 | M17 | S29 |

| Q3 · X1 · E23 | Z7 · Aa15 | M17 | M17 | S29 |

| Q3 · X1 · E23 | Z7 · Aa15 | M17 | M17 | S29 |

| Q3 · X1 · E23 | Z7 · Aa15 | M17 | M17 | S29 |

| Q3 · X1 · E23 | Z7 · Aa15 | M17 | M17 | S29 |

| Q3 · X1 · E23 | Z7 · Aa15 | M17 | M17 | S29 |

| Q3 · X1 · E23 | Z7 · Aa15 | M17 | M17 | S29 |

| Q3 · X1 · E23 | Z7 · Aa15 | M17 | M17 | S29 |

| Q3 · X1 · E23 | Z7 · Aa15 | M17 | M17 | S29 |

| Q3 · X1 · E23 | Z7 · Aa15 | M17 | M17 | S29 |

| Q3 · X1 · E23 | Z7 · Aa15 | M17 | M17 | S29 |

| Q3 · X1 · E23 | Z7 · Aa15 | M17 | M17 | S29 |

| Q3 · X1 · E23 | Z7 · Aa15 | M17 | M17 | S29 |

## Sucesión
| Predecesor: Ptolomeo I Sóter | Faraón de Egipto (Dinastía Ptolemaica) 285-246 a. C. como corregente Arsínoe II (279-270 a. C.) | Sucesor: Ptolomeo III Evergetes y Berenice II |